# 灰雅南極魚
灰雅南極魚為輻鰭魚綱鱸形目南極魚亞目南極魚科的其中一種，分布於南冰洋Kerguelen島及Heard島海域，棲息深度20-220公尺，體長可達15公分，生活在中層水域，屬肉食性，繁殖期在5-6月。

## 擴展閱讀
維基物種上的相關：灰雅南極魚